# Marcos Moneta
Marcos Moneta (San Andrés, 7 de marzo de 2000) es un jugador argentino de rugby 7 que se desempeña como fullback o wing. Forma parte de la Selección nacional que compitió en los Juegos Olímpicos de Tokio 2020 donde obtuvo la medalla de bronce.

## Carrera deportiva
Formado en el Club San Andrés, de Benavídez, practicó rugby y fútbol. A partir de la categoría M15 se dedicó de lleno al rugby, destacándose por su velocidad desde juveniles, especialmente en los torneos de seven.
En 2015, el entrenador de la Selección nacional de rugby 7, Santiago Gómez Cora, inició un proceso de búsqueda y desarrollo de jugadores de rugby 7 en todo el país. En 2017, con 17 años, fue probado y quedó seleccionado.
Fue parte de la Selección juvenil de rugby 7 dirigida por Lucas Borges que ganó la medalla de oro en los Juegos Olímpicos de la Juventud de Buenos Aires 2018. También integró la Selección de rugby 7 que ganó la medalla de bronce en los Juegos Olímpicos de Tokio 2020 tras vencer a Gran Bretaña 17-12, donde además, fue el tryman del torneo tras marcar seis tries.
En 2021, fue elegido para formar parte del equipo nacional para disputar el Rugby Championship pero no pudo sumar minutos. También fue convocado para representar a los Barbarians ante Samoa, pero el partido se suspendió. Ese mismo año, fue galardonado con el premio al Mejor Jugador de Rugby 7 2020-2021.
En 2022 logró el campeonato en el Seven de Canadá realizado en el mes de abril tras vencer a Fiyi.
En 2023, ganó tres torneos encontrándose entre ellos el Seven de Nueva Zelanda que se desarrolló en el mes de enero en la ciudad de Hamilton tras vencer al equipo local 14 a 12. Posteriormente se coronó campeón en el Seven de Canadá realizado en Vancouver luego de vencer a Francia en el mes de marzo y en mayo obtuvo el campeonato en el Seven de Londres venciendo a Fiyi.
Marcos fue abanderado de la delegación argentina junto a Sabrina Ameghino en la ceremonia de apertura de los Juegos Panamericanos de 2023. Además, logró la medalla de oro tras derrotar a Chile 24-5.

## Premios
- Mejor jugador del mundo de Rugby 7 (2021)[14]

- Olimpia de plata (2021)[15]